# Kranz (pâtisserie)
Pour les articles homonymes, voir Kranz et Krantz.
Le kranz (ou krantz) est une pâtisserie de la cuisine juive d'Europe de l'Est.

## Origine
Le kranz, transcription de l'hébreu « קראנץ », signifiant littéralement « craquant », est originaire de la cuisine juive d'Europe de l'Est. Mais le terme provient originellement du yiddish « קראנץ », dérivant de l'allemand « Kranz », ce qui signifie « couronne ».
Si initialement, cette brioche avait effectivement une forme de couronne, elle est généralement aujourd'hui confectionnée dans un moule à pain, droit.
Le kranz dérive du babka polonais,. Il s'agit d'un gâteau de shabbat.

## Description
Le kranz est constitué d'une pâte à base de farine et de levure, longuement pétrie afin de lui donner une texture très aérée, semblable à celle d'une pâte feuilletée ou d'un croissant. La pâte, bien étalée, est alors couverte d'une garniture, généralement une pâte au chocolat, ou encore des graines de pavot ou du fromage. La préparation est ensuite coupée en deux bandes qui sont torsadées sous forme d'une vis. Le tout est recouvert de jaune d’œuf puis enfourné.

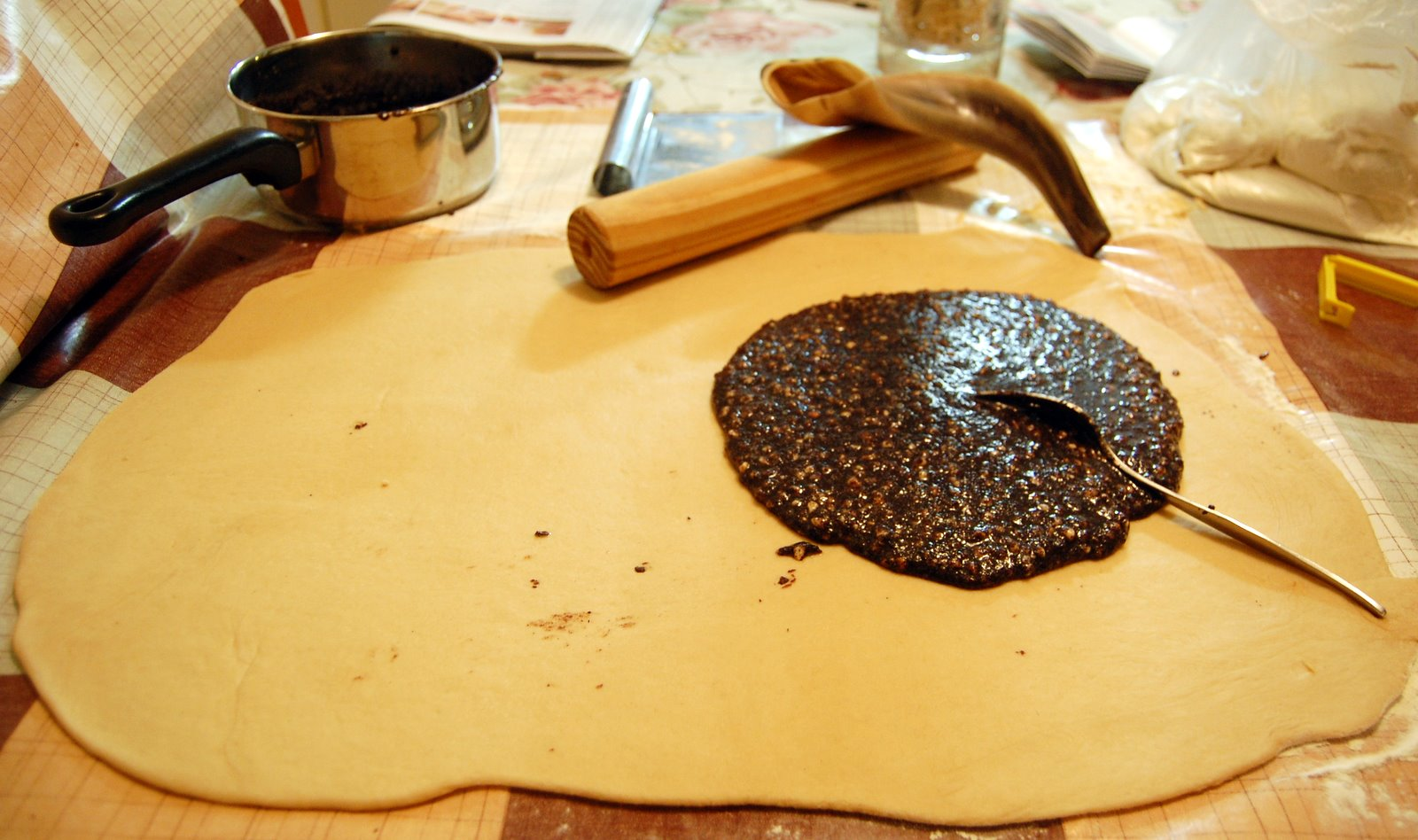
Plan de travail lors de la préparation d'un kranz
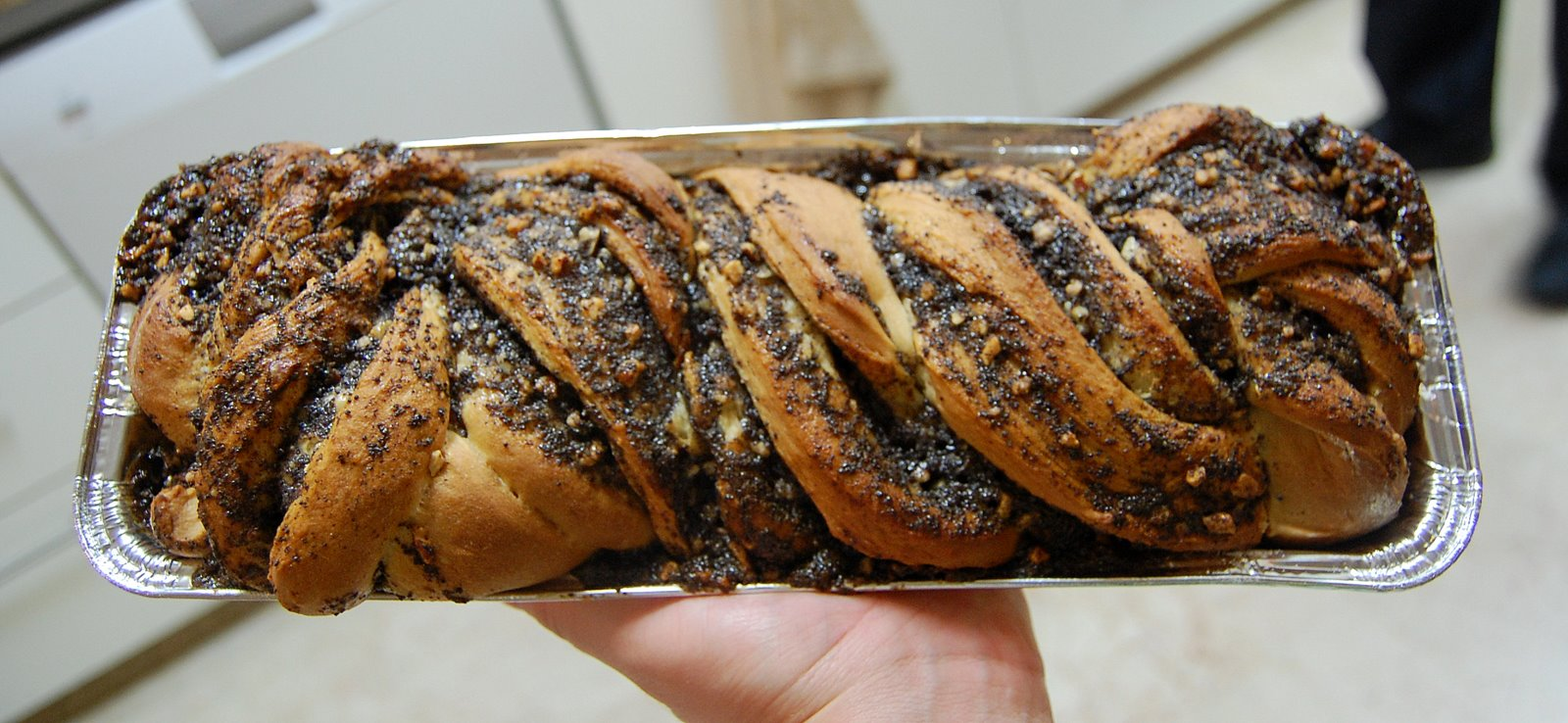
Kranz démoulé, vu de dessus